# بلاك بارت
بلاك بارت (بالإنجليزية: Rick Harris)‏ هو مصارع محترف أمريكي، ولد في 1 يونيو 1948 في تيكساركانا في الولايات المتحدة.

## وصلات خارجية
- بلاك بارت على موقع CageMatch worker (الإنجليزية)
- بلاك بارت على موقع IMDb (الإنجليزية)
- بلاك بارت على موقع قاعدة بيانات الفيلم (الإنجليزية)